# Koidu
Koidu-Sefadu (früher auch Kono und Koidu, heute auch New Sembehun genannt) ist eine Stadt in Sierra Leone. Sie ist Hauptort des Distrikts Kono und liegt im Gbense-Chiefdom in der Eastern-Provinz.

## Bevölkerung
Die Bevölkerung wuchs zwischen den Volkszählungen von 1963 und 1974 stark von 16.439 auf 75.846 Bewohner an. In dieser Zeit ist sie mit der südwestlich von ihr liegenden Stadt Sefadu (auch New Sembehun genannt) zusammengewachsen. Deswegen wird sie auch Koidu-Sefadu genannt. Im Jahr 1985 wurden dann 82.474 Einwohner gezählt. Während des Bürgerkrieges in Sierra Leone wurde die Stadt nahezu zur Geisterstadt. Doch bei der Volkszählung 2015 wurden fast 129.000 Einwohner gezählt, 2021 wuchs diese auf mehr als 196.000 an. Die meisten Bewohner gehören zur Volksgruppe der Kono.

## Geschichte
Nach Diamantenfunden in der Umgebung von Soston wuchs die Stadt stark an und wurde zu einem Zentrum der Region und des sierra-leonischen Diamantenabbaus. Da sie für sierra-leonische Verhältnisse wohlhabend war, litt sie sehr unter dem Bürgerkrieg. Die Rebellen der Revolutionary United Front, Stammesmilizen, die ECOMOG-Truppen und Regierungssoldaten eroberten und plünderten sie. Anfang 2002 war die Stadt fast völlig zerstört und verlassen. Seither hat mit Hilfe der UNO und der USA ein Wiederaufbau stattgefunden.

## Wirtschaft und Infrastruktur
Wichtigster Wirtschaftsfaktor der Region sind die Diamantenminen. Daneben ist die Stadt Markt- und Umschlagplatz für Vieh, Reis, Palmöl und Palmkerne. Der Ort verfügt über einen großen Marktplatz.
Die Deutsche Welthungerhilfe versucht seit dem Ende des Bürgerkrieges den Kakaobauern der Provinz Kono durch Hilfe bei der Verbesserung des Saatguts und bei der Vermarktung ein besseres und gesicherteres Einkommen zu ermöglichen.
Nebst den üblichen Verwaltungsbauten für die Regionalverwaltung gibt es in der Stadt das Government Hospital. Dieses war im Krieg geplündert und zerstört worden, konnte aber im August 2003 dank US-Hilfe bereits wieder eröffnet werden. Auch die Schulen wurden wieder neu aufgebaut. Im Zentrum der Stadt steht die Hauptmoschee.

## Galerie

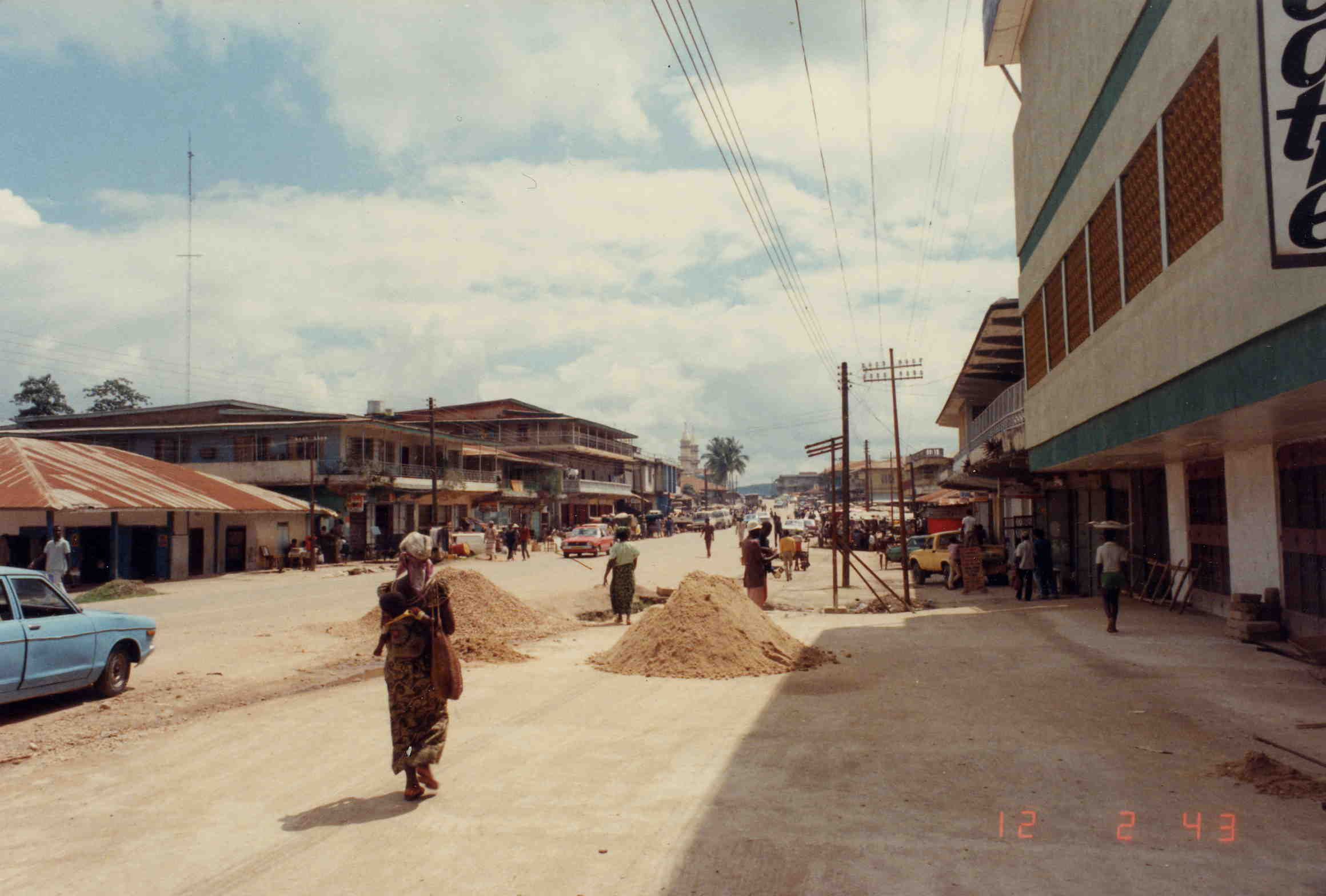
Hauptstraße in Koidu
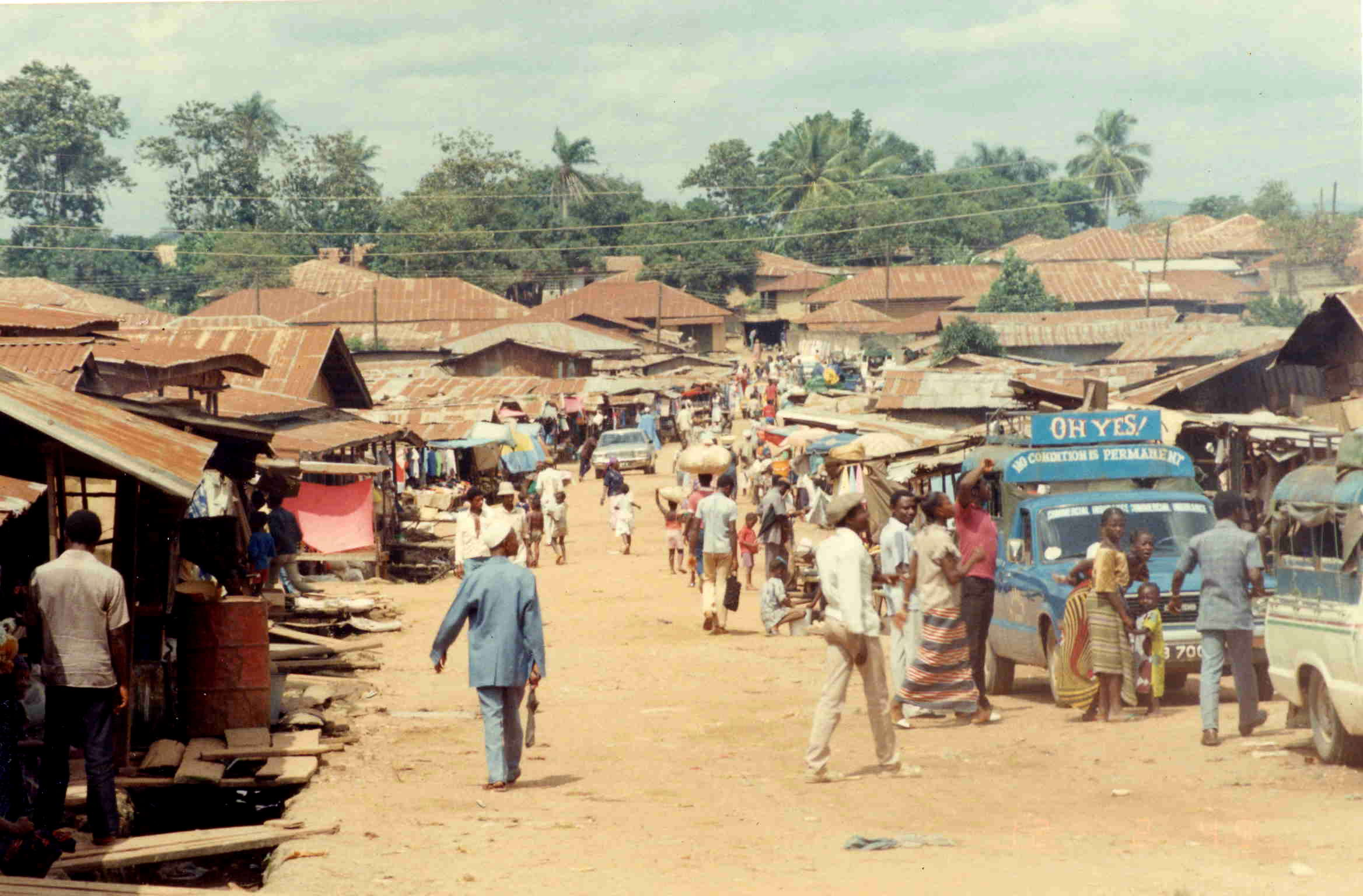
Großer Markt in Koidu